# Generalgouverneur (Finnland)
Der Generalgouverneur war in Finnland bis 1917 der höchste örtliche Vertreter des Monarchen. Während das Amt während der schwedischen Zeit bis 1809 nur sporadisch und mit wechselnden Befugnissen vergeben wurde, war der Generalgouverneur in der Zeit des Großfürstentums Finnland der verfassungsmäßig höchste Vertreter des Zaren und Vorsitzende des finnischen Senats.

## Generalgouverneure der schwedischen Krone
Im Schwedischen Reich wurden Generalgouverneure in erster Linie als Verwalter von eroberten Gebieten eingesetzt, und zwar insbesondere in der Großmachtphase des 17. Jahrhunderts. Je nach politischer Lage und Bedarf wurden Generalgouverneure aber auch für Teile des Kerngebietes des Reiches eingesetzt. Zu diesen Kerngebieten gehörte auch das heutige Finnland. Stellung und Aufgabenkreis dieser Generalgouverneure, die in der Regel für mehrere Provinzen übergreifend zuständig waren, war nicht allgemein festgelegt, sondern hing entscheidend von der Person des jeweiligen Gouverneurs und seinem Verhältnis zur Krone ab.
Folgende Personen trugen in Finnland den Titel des Generalgouverneurs:
- Nils Turesson Bielke (1623–1631)
- Gabriel Bengtsson Oxenstierna (1631–1634)
- Per Brahe der Jüngere (1637–1641; 1648–1654)
- Gustaf Evertsson Horn (1657–1658)
- Carl Mauritz Lewenhaupt (1664)
- Herman Fleming (1664–1669)
- Carl Nieroth (1710–1712)
- Gustav Friedrich von Rosen (1747–1751)

## Generalgouverneure des russischen Zaren
Das zaristische Russland eroberte im schwedisch-russischen Krieg von 1808/09 Finnland. Im Vertrag von Fredrikshamn 1809 musste das unterlegene Schweden Finnland an Russland abtreten. Der russische Zar wurde Staatsoberhaupt Finnlands, das als autonomes Großfürstentum ein mit weitgehender Autonomie ausgestatteter Teil des Russischen Reiches wurde.
Der russische Zar wurde sowohl in zivilen als auch in militärischen Angelegenheiten durch den russischen Generalgouverneur (finnisch Suomen kenraalikuvernööri, schwedisch Generalguvernör över Finland) in Finnland vertreten. Der Generalgouverneur führte von 1808 bis 1917 offiziell den Vorsitz im Senat, einem einer finnischen Regierung vergleichbaren Verwaltungsgremium. Bei Stimmengleichheit im Senat gab sein Votum den Ausschlag. Er war der höchste Vertreter der russischen Krone und direkt dem Zaren unterstellt.
Das Amt des Generalgouverneurs des Großfürstentums Finnland wurde von folgenden Personen bekleidet:
- Graf Göran Magnus Sprengtporten (1. Dezember 1808 – 17. Juni 1809)
- Fürst Michael Andreas Barclay de Tolly (17. Juni 1809 – 1. Februar 1810)
- Graf Fabian Gotthard von Steinheil (1810–1813)
- Freiherr Gustaf Mauritz Armfelt (1813)
- Graf Fabian Gotthard von Steinheil (1814–1824)
- Graf Arseni Andrejewitsch Sakrewski (1824–1831)
- Fürst Alexander Sergejewitsch Menschikow (1831–1855)
- Graf Friedrich Wilhelm Rembert von Berg (1855–1861)
- Baron Platon Iwanowitsch Rokassowskij (1861–1866)
- Graf Nikolai Adlerberg (1866–1881)
- Graf Fjodor Logginowitsch Heiden (1881–1898)
- General Nikolai Iwanowitsch Bobrikow (29. August 1898 – 17. Juni 1904)
- Fürst Iwan Michailowitsch Obolenski (18. August 1904 – 18. November 1905)
- Nikolai Nikolajewitsch Gerhard (6. Dezember 1905 – 2. Februar 1908)
- Wladimir Aleksandrowitsch Boeckmann (2. Februar 1908 – 24. November 1909)
- Franz Albert Seyn (24. November 1909 – 16. März 1917)
- Michail Aleksandrowitsch Stachowitsch (31. März 1917 – 17. September 1917)
- Nikolai Wissarionowitsch Nekrasow (17. September 1917 – 7. November 1917)